# ベーメンキルヒ
ベーメンキルヒ (ドイツ語: Böhmenkirch) は、ドイツ連邦共和国バーデン＝ヴュルテンベルク州シュトゥットガルト行政管区のゲッピンゲン郡に属す町村（以下、本項では便宜上「町」と記述する）である。

## 地理

### 位置
ベーメンキルヒはアルブーフと呼ばれるシュヴェービシェ・アルプの高地、海抜 495 から 746 m に位置している。東北東はブレンツタール上流部およびコッハータールで、西南西はフィルス川の大きな谷である。この町の首邑は、郡庁所在地ゲッピンゲンへは西に直線距離で約 21 km、大規模都市ウルムへは南に約 32 km の距離がある。

### 自治体の構成
自治体ベーメンキルヒには、かつて独立した町村であったシュニットリンゲン、シュタインキルヒ、トレッフェルハウゼンが含まれる。1972年12月31日までの旧ベーメンキルヒ町には首邑のベーメンキルヒと小集落のハイトヘーフェ、廃集落のシェーネンベルク、ノイハウゼン、ボックスヴァイラー、ヘーベルト、ジッゲンヴァイラーが属している。旧シュニットリンゲン町には、シュニットリンゲン地区の他に孤立集落のベルク（放送施設）およびツィーゲルヒュッテ、廃集落のヴィンターシュヴァンクとヴィンターロイテが含まれる。旧シュタインキルヒ町には、シュタインキルヒ、小集落トラーゼンベルク、農場集落リンデンホーフ、孤立集落オーベーレ・ロッゲンミューレとラーフェンシュタインが含まれる。旧トレッフェルハウゼン町にはトレッフェルハウゼン集落が属す。

### 隣接する市町村
ベーメンキルヒの町域は、北はオストアルプ郡のバルトロメ、東はシュタインハイム・アム・アルブーフ、南東はゲルシュテッテン（両町村はハイデンハイム郡に属す）、南西はガイスリンゲン・アン・デア・シュタイゲ、西はドンツドルフ、北西はラウターシュタイン（3市町村はゲッピンゲン郡）と境を接している。

### 土地利用
| 用途                 | 面積 (ha) | 占有率 (%) |
| -------------------- | --------- | ---------- |
| 住宅地               | 118       | 2.3        |
| 商工業地             | 59        | 1.2        |
| レクリエーション用地 | 16        | 0.3        |
| その他市街地         | 112       | 2.2        |
| 交通用地             | 230       | 4.5        |
| 農業用地             | 3,036     | 59.4       |
| 森林                 | 1,497     | 29.3       |
| 水域                 | 3         | 0.1        |
| その他               | 37        | 0.7        |
| 合計                 | 5,108     | 100        |

2022年現在の州統計局のデータに基づく。

## 歴史

### 中世
ベーメンキルヒは、バチカンの記録に1225年に Bominwirche として初めて記録されている。1302年に帝国の担保としてヘルフェンシュタイン伯の所有となった。ヘルフェンシュタイン伯ウルリヒ3世は1307年に借金のためベーメンキルヒを含む土地をアルブレヒト1世フォン・レヒベルクに担保として委ねた。1476年のベーメンキルヒは高次裁判権を含む都市権を有していたことが判っているが、近世には明らかにこれを喪失している。

### 近世
ベーメンキルヒは帝国領でありながら、レヒベルク家に担保に出されていたため、特別な権利を有していた。この権利が、1580年から1582年に起こったハウク（フーゴ）・フォン・レヒベルクに対するベーメンキルヒの農民蜂起の際に効果を発揮した。
レヒベルク騎士家は、ナポレオン時代に帝国直轄権を失った。これによりベーメンキルヒはヴァイセンシュタインとともに1806年にまずバイエルン王国領となった。1810年の国境条約に基づきヴュルテンベルク王国領となり、オーバーアムト・ガイスリンゲンに編入された。

### 1910年の大火
1910年4月14日に火災が発生し、水不足と藁葺き屋根のために悪化して、74人が死亡、372人が家を失う大火災になった。

### 1918年以降の発展
王政の終焉後ベーメンキルヒは、ヴュルテンベルク自由人民州に属した。ナチ時代のヴュルテンベルクの郡域再編でこの町はゲッピンゲン郡に編入された。1945年から1952年までベーメンキルヒは、1945年にアメリカ占領地区に設けられたヴュルテンベルク＝バーデン州の一部となった。この州は1952年に現在のバーデン＝ヴュルテンベルク州に再編された。2021年9月26日にベーメンキルヒ住民は、オストアルプ郡、ハイデンハイム郡、あるいはアルプ＝ドナウ郡への移管について 71.53 % が賛成票を投じた。

### 町村合併
バーデン＝ヴュルテンベルク州の地域再編に伴い、1973年1月1日にトレッフェルハウゼンとシュニットリンゲンが、1974年1月1日にシュタインキルヒが合併した。

## 住民

### 人口推移
出典: 1990年以降のデータは、バーデン＝ヴュルテンベルク州統計局のデータによる。
| 時点           | 人口（人） |
| -------------- | ---------- |
| 1837年         | 2,565      |
| 1907年         | 2,671      |
| 1939年05月17日 | 2,683      |
| 1950年09月13日 | 3,906      |
| 1961年06月06日 | 4,018      |
| 1970年05月27日 | 4,510      |
| 1983年12月31日 | 4,576      |

| 時点           | 人口（人） |
| -------------- | ---------- |
| 1987年05月25日 | 4,633      |
| 1990年12月31日 | 4,902      |
| 1995年12月31日 | 5,427      |
| 2000年12月31日 | 5,620      |
| 2005年12月31日 | 5,601      |
| 2010年12月31日 | 5,515      |
| 2015年12月31日 | 5,512      |
| 2020年12月31日 | 5,509      |

## 行政

### 議会
ベーメンキルヒでは、町議会議員は Unechte Teilortswahl の方法で選出される。このため議席数は、超過議席によって変化する。2019年の選挙では前回2014年の選挙と同じ20議席であった。町議会は、これらの選出された名誉職の議員と、議長を務める町長で構成されている。町長は町議会において投票権を有している。

### 紋章
図柄: 赤地に金色の木造教会。
1924年にはベーメンキルヒの印章に木が描かれていたことが判っている。後にこれが教会に置き換えられた。シュトゥットガルトの文書館長の提案に基づき、町は1957年に現在の「地口の紋章」を採用した。町名の Böhmenkirch は Baumenkirche に由来し、木材 (Baumholz) で造られた教会 (Kirch) でこれを象徴している。黄色と赤の配色はレヒベルク家を表している。この紋章と黄-赤の旗は、1958年9月4日に内務省の認可を得た。

### 姉妹自治体
- ベーハイムキルヘン（ドイツ語版、英語版）（オーストリア、ニーダーエスターライヒ州）

## 経済と社会資本

### 交通
ベーメンキルヒは、連邦道466号線（ジューセン - ハイデンハイム）を介して全国的な道路網に接続している。公共旅客交通においては、この町はゲッピンゲン、ガイスリンゲン・アン・デア・シュタイゲとハイデンハイム・アン・デア・ブレンツへのバスの結節点となっている。

### 教育
ベーメンキルヒ地区とトレッフェルハウゼン地区にそれぞれ基礎課程学校が存在する。

### エネルギー
ベーメンキルヒ地区の北東に、出力 1.5 MW クラスの風力発電機3機が稼働するヴィントパルク（風力発電所）がある。

## 文化と見所

### 観光ルート
ベーメンキルヒは、多くの見所をたどるシュヴェービシェ・アルプ街道沿いに位置している。また、この町は、ウルムやさらにはスペインにまで延びる巡礼路であるフランケン＝シュヴァーベンのヤコブの道沿いに位置してもいる。

### 自転車道
ベーメンキルヒは、マウンテンバイクやグラーヴェルバイク愛好家に人気の広域自転車道アルプ＝クロッシングに面している。この自転車道はアーレンからトゥットリンゲンまでを6つの区間で結んでいる。

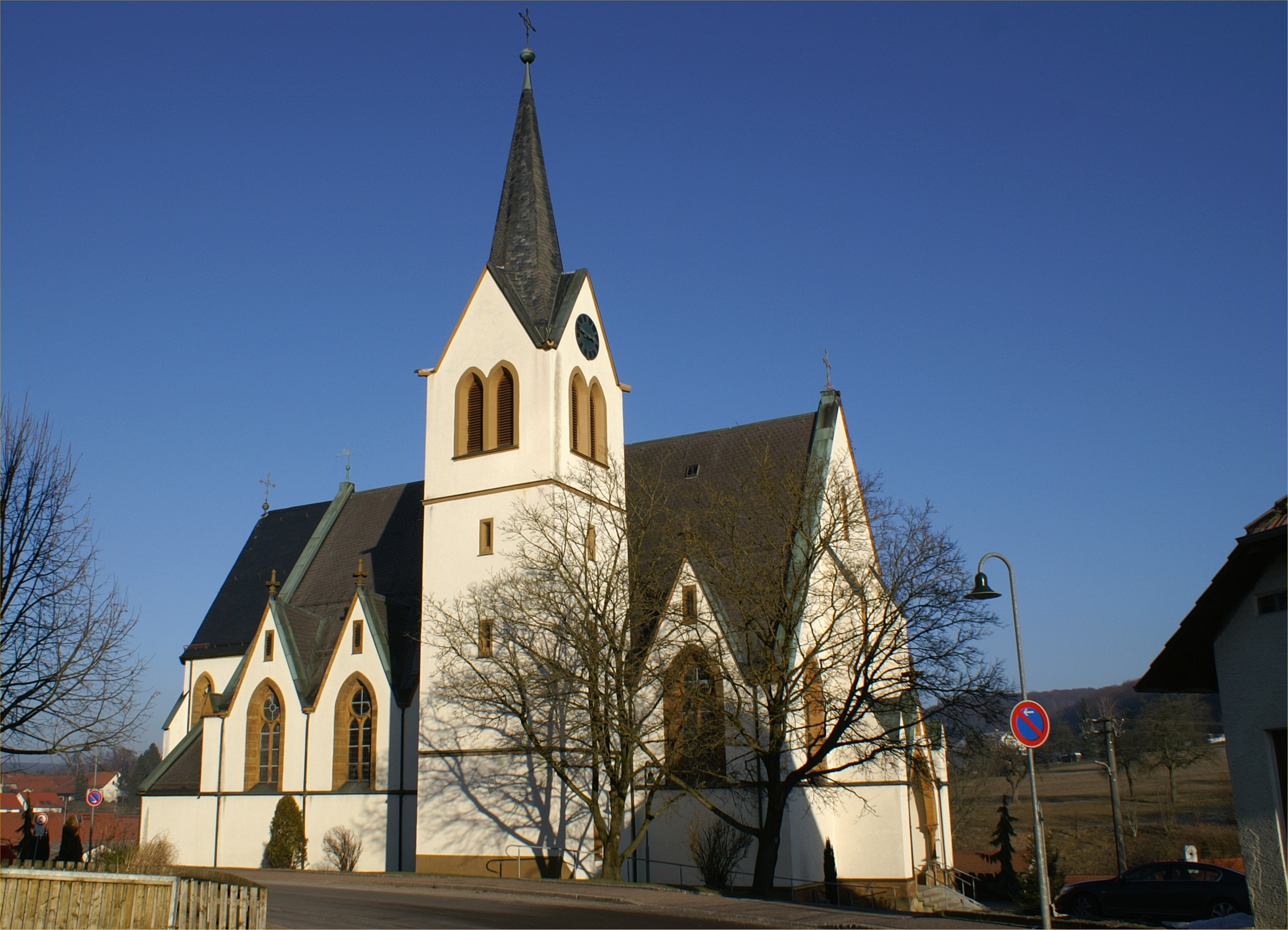
聖フィトゥス教会

### 建築
- シュニットリンゲン通信塔
- 通信塔近くの風力発電所
- オーベーレ・ロッゲンミューレ
- 聖パトリツ礼拝堂
- トレッフェルハウゼンの聖フィトゥス教会
- トレッフェルハウゼンのルルドのグロット
- シュタイネンキルヒのラーフェンシュタイン城跡

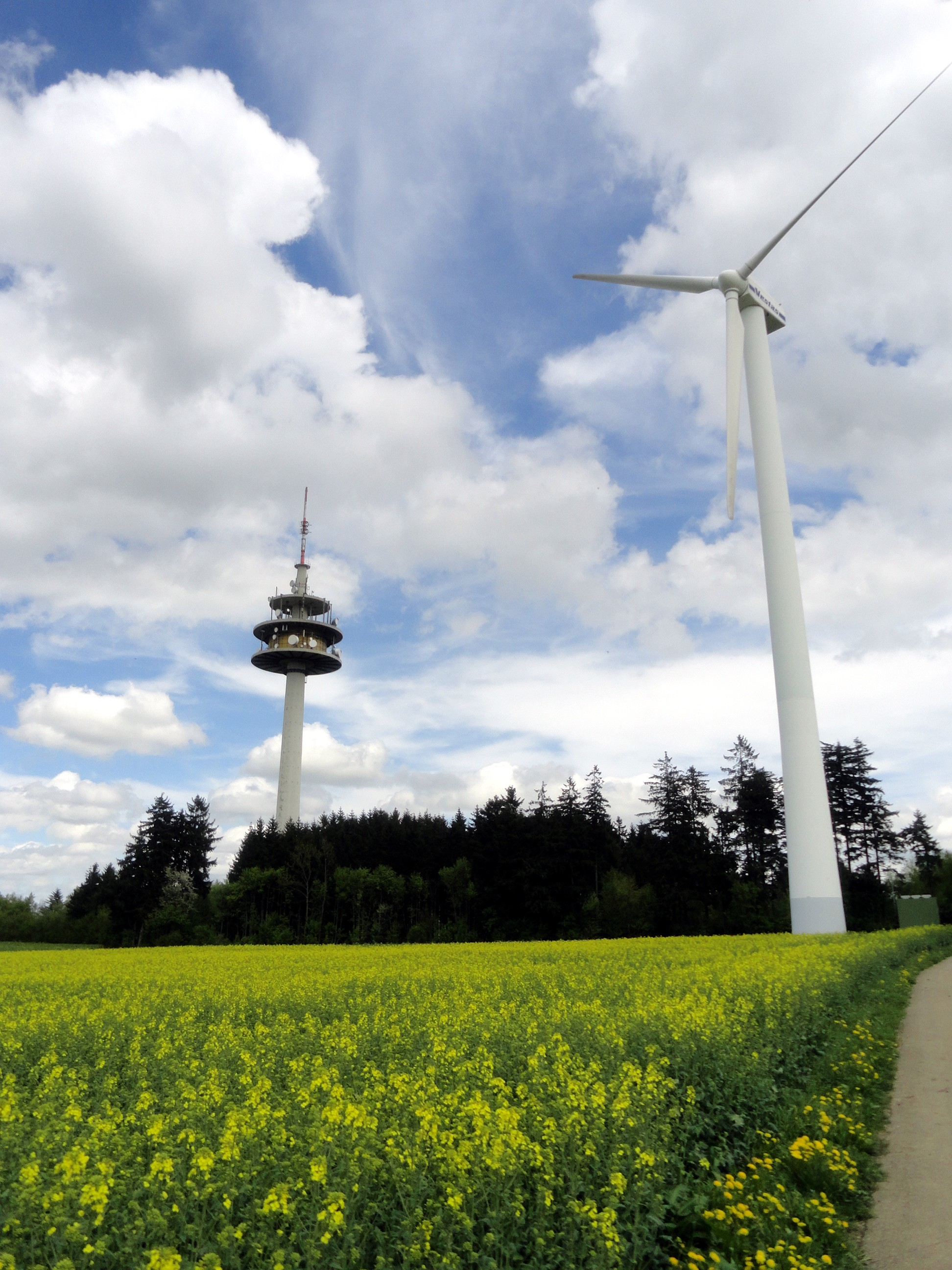
シュニットリンゲン通信塔と風力発電機
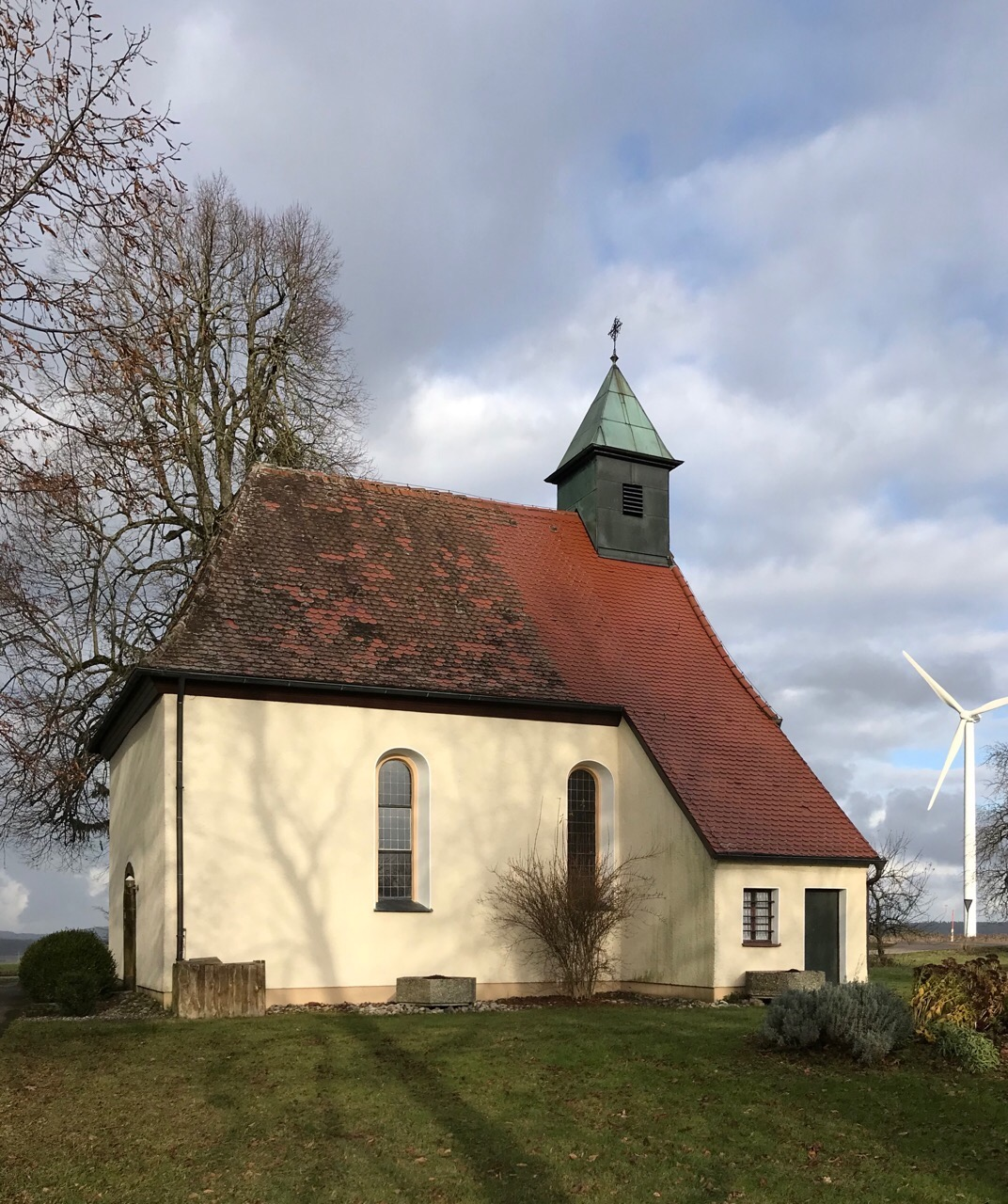
聖パトリツ礼拝堂
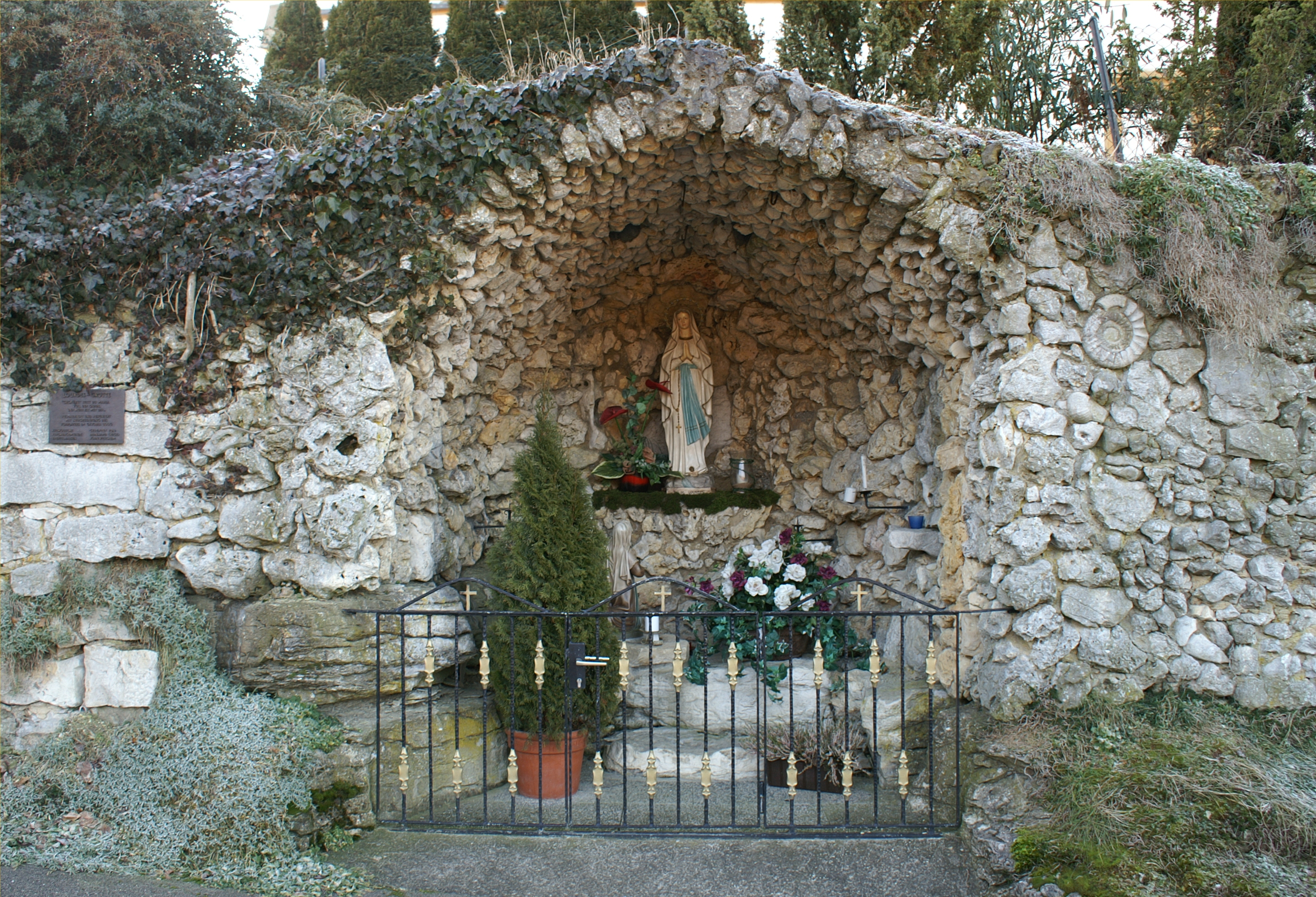
トレッフェルハウゼンのルルドのグロット
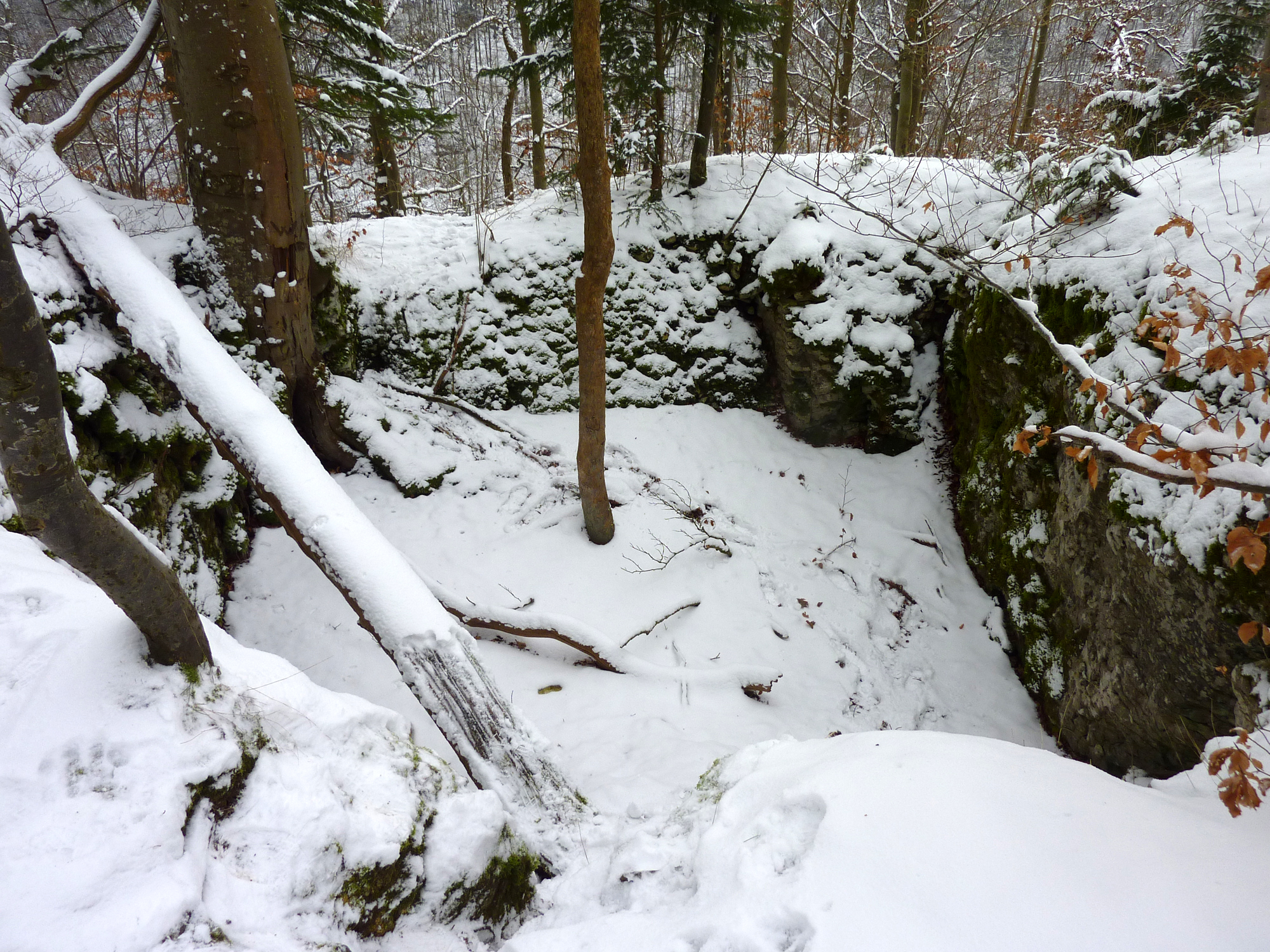
ラーフェンシュタイン城趾

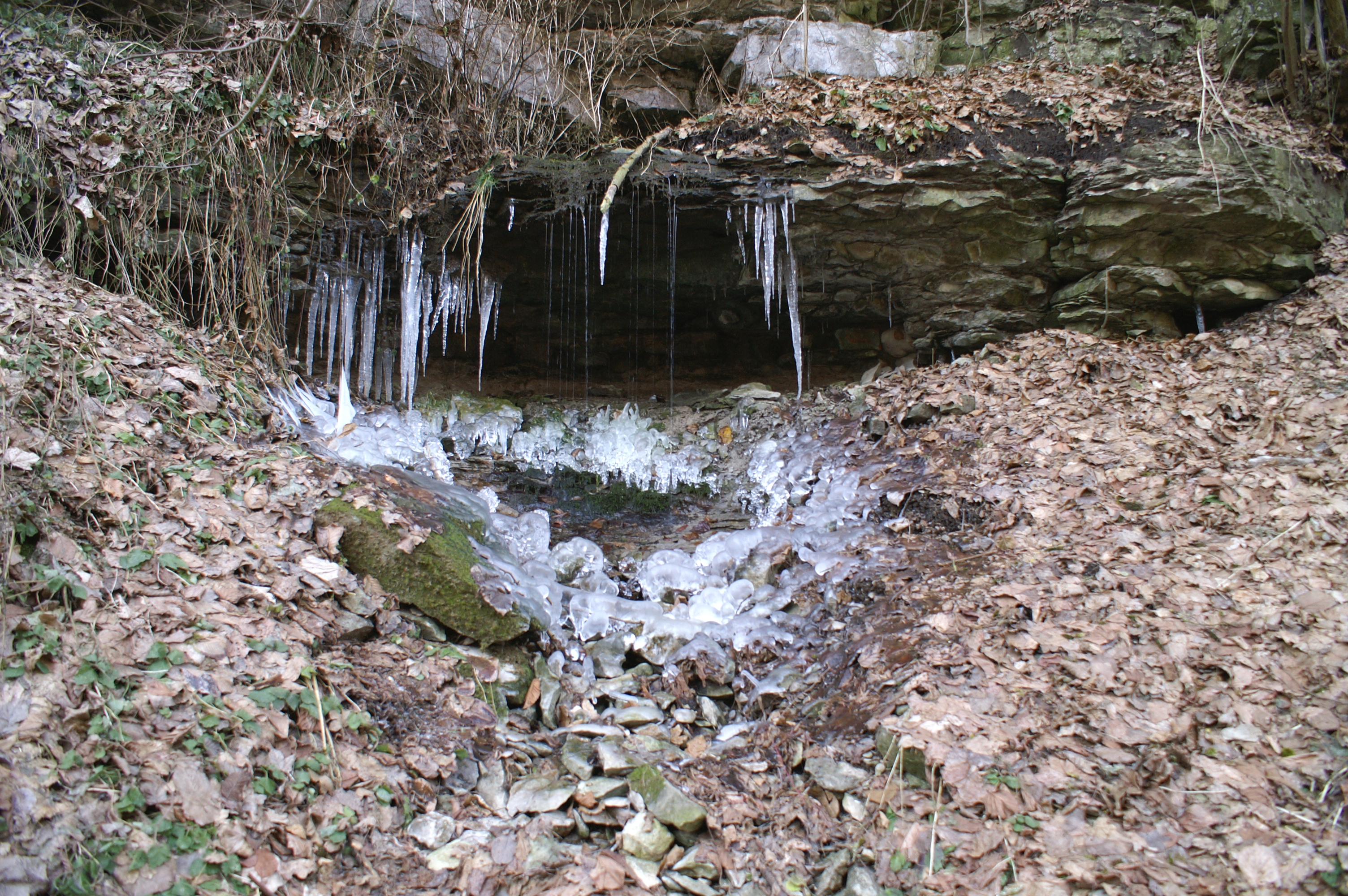
アイプ川水源

### 自然文化財
- ロッゲンタールのモルトロッホ、全長 4.3 km のシュヴェービシェ・アルプで3番目に長い洞窟である。
- ロッゲンシュタイン岩とロッゲンナーデル岩があるマーゲンテーレ
- トレッフェルハウゼンの高台にあるアイプ川の水源地

## 関連図書
- Christoph Friedrich von Stälin, ed (1842). “Böhmenkirch”. Beschreibung des Oberamts Geislingen. Die Württembergischen Oberamtsbeschreibungen 1824–1886. Band 17. Stuttgart / Tübingen: Cotta’sche Verlagsbuchhandlung. pp. 162–165
- Böhmenkirch und das Land zwischen Messelberg und Albuch, Teil 1. Anton H. Konrad Verlag. (1990). ISBN 978-3-87437-306-7
- Böhmenkirch und das Land zwischen Messelberg und Albuch, Teil 2. Anton H. Konrad Verlag. (1994). ISBN 978-3-87437-356-2